# Liste des représentants de la XVIIe législature de l'Assemblée de la Polynésie française
Cet article dresse, par ordre alphabétique, la liste des représentants de la XVIIe législature de l'Assemblée de la Polynésie française, ouverte le 17 mai 2018.

## Méthodologie

Composition de l'Assemblée après les élections.

La liste recense les représentants siégeant à l'Assemblée de la Polynésie française, soit élus à l'issue des deux tours des élections territoriales de 2018, soit suppléant les élus ayant été nommés au gouvernement ou décédés. Pour chaque représentant, la liste précise sa circonscription d'élection ainsi que le groupe auquel il appartient.
Lors de la nomination au gouvernement ou du décès d'un représentant, le suivant sur la liste devient représentant (un mois après en cas d'acceptation d'une fonction gouvernementale).

## Groupes parlementaires
La majorité du président Édouard Fritch, composé du groupe Tapura compte 40 élus. Les groupes d'opposition du Tavini et d'A here ia Porinetia comptent 8 et 7 parlementaires, et 1 représentant non-inscrit.
|  |        | Groupe              | Membres | Positionnement |
|  | ------ | ------------------- | ------- | -------------- |
|  | Tapura | Tapura huiraatira   | 35      | Majorité       |
|  | Tavini | Tavini huiraatira   | 9       | Opposition     |
|  | AHIP   | A here ia Porinetia | 7       | Opposition     |
|  | NI     | Non-inscrit         | 4       | Opposition     |

## Liste
| Portrait | Député                                          | Circonscription      | Date de naissance | Sortant | Groupe | Groupe | Commission                                                                                       |
| -------- | ----------------------------------------------- | -------------------- | ----------------- | ------- | ------ | ------ | ------------------------------------------------------------------------------------------------ |
|          | Patricia Amaru                                  | Îles Sous-le-Vent    | 28 janvier 1952   | Oui     |        | Tapura | Logement, des affaires foncières, de l’économie numérique, de la communication et de l’artisanat |
|          | Dylma Aro                                       | Îles du Vent         | 5 janvier 1976    | Oui     |        | Tapura | Contrôle budgétaire et financier                                                                 |
|          | Teumere Atger-Hoi                               | Îles Sous-le-Vent    | 24 décembre 1966  | Non     |        | Tavini | Tourisme, de l’écologie, de la culture, de l’aménagement du territoire et du transport aérien    |
|          | Maeva Bourgade                                  | Îles du Vent         | 1949              | Non     |        | Tapura | Éducation, de l’enseignement supérieur, de la jeunesse et des sports                             |
|          | Nicole Bouteau                                  | Îles du Vent         | 20 janvier 1969   | Oui     |        | NI     | Santé, de la solidarité, du travail et de l’emploi                                               |
|          | Moetai Brotherson                               | Îles du Vent         | 22 octobre 1969   | Non     |        | Tavini | Logement, des affaires foncières, de l’économie numérique, de la communication et de l’artisanat |
|          | Michel Buillard                                 | Îles du Vent         | 9 septembre 1950  | Oui     |        | Tapura | Institutions, des affaires internationales et européennes et des relations avec les communes     |
|          | Yseult Butcher-Ferry                            | Îles Tuamotu-Gambier | 4 mars 1968       | Non     |        | Tapura | Ressources marines, des mines et de la recherche                                                 |
|          | Valentina Cross                                 | Îles du Vent         | 1964              | Non     |        | Tavini | Équipement, de l’urbanisme, de l’énergie et des transports terrestres et maritimes               |
|          | Luc Faatau                                      | Îles du Vent         | 20 octobre 1959   | Non     |        | Tapura | Économie, des finances, du budget et de la fonction publique                                     |
|          | Henri Flohr                                     | Îles du Vent         | 4 janvier 1952    | Oui     |        | Tapura | Agriculture, de l’agroalimentaire, de l’élevage et du développement des archipels                |
|          | Charles Fong Loi                                | Îles du Vent         | 25 mai 1949       | Oui     |        | Tapura | Ressources marines, des mines et de la recherche                                                 |
|          | Joëlle Frébault                                 | Îles Marquises       | 7 août 1964       | Oui     |        | Tapura | Éducation, de l’enseignement supérieur, de la jeunesse et des sports                             |
|          | Angelo Frebault (note élu avec un ancien parti) | Îles du Vent         | 18 novembre 1955  | Oui     |        | Tavini | Ressources marines, des mines et de la recherche                                                 |
|          | Minarii Galenon                                 | Îles du Vent         | 13 février 1956   | Oui     |        | Tavini | Éducation, de l’enseignement supérieur, de la jeunesse et des sports                             |
|          | Antony Géros                                    | Îles du Vent         | 22 juillet 1956   | Oui     |        | Tavini | Économie, des finances, du budget et de la fonction publique                                     |
|          | Monette Harua                                   | Îles du Vent         | 7 août 1964       | Non     |        | Tapura | Contrôle budgétaire et financier                                                                 |
|          | James Heaux                                     | Îles du Vent         | 12 mars 1984      | Non     |        | Tavini | Pour la création et l'extension des élevages de poules pondeuses en Polynésie française          |
|          | Teura Iriti                                     | Îles du Vent         | 7 janvier 1965    | Oui     |        | Tapura | Santé et du travail                                                                              |
|          | Benoît Kautai                                   | Îles Marquises       | 28 novembre 1960  | Oui     |        | Tapura | Tourisme, de l’écologie, de la culture, de l’aménagement du territoire et du transport aérien    |
|          | Nuihau Laurey                                   | Îles du Vent         | 29 décembre 1964  | Oui     |        | AHIP   | Équipement, de l’urbanisme, de l’énergie et des transports terrestres et maritimes               |
|          | Vaitea Le Gayic                                 | Îles du Vent         | 13 octobre 1971   | Non     |        | AHIP   | Institutions et des relations internationales                                                    |
|          | Marcelin Lisan                                  | Îles Sous-le-Vent    | 15 février 1960   | Oui     |        | Tapura | Équipement, de l’urbanisme, de l’énergie et des transports terrestres et maritimes               |
|          | Béatrice Lucas                                  | Îles du Vent         | 1er mars 1951     | Oui     |        | Tapura | Économie, des finances, du budget et de la fonction publique                                     |
|          | Teina Maraeura                                  | Îles Tuamotu Ouest   | 11 août 1950      | Oui     |        | Tapura | Équipement, de l’urbanisme, de l’énergie et des transports terrestres et maritimes               |
|          | Juliette Matehau-Nuupure                        | Îles du Vent         | 21 janvier 1955   | Oui     |        | Tapura | Tourisme, de l’écologie, de la culture, de l’aménagement du territoire et du transport aérien    |
|          | Cécile Mercier                                  | Îles du Vent         | 12 mars 1984      | Non     |        | Tavini | Agriculture, de l’agroalimentaire, de l’élevage et du développement des archipels                |
|          | Thomas Moutame                                  | Îles Sous-le-Vent    | 22 mai 1958       | Oui     |        | Tapura | Patrimoine historique de la Polynésie française                                                  |
|          | Bernard Natua                                   | Îles Tuamotu Ouest   | 26 octobre 1958   | Oui     |        | Tapura | Ressources marines, des mines et de la recherche                                                 |
|          | Antonio Perez                                   | Îles du Vent         | 2 septembre 1967  | Oui     |        | Tapura | Économie, des finances, du budget et de la fonction publique                                     |
|          | Vaiata Perry-Friedman                           | Îles du Vent         | 10 octobre 1961   | Oui     |        | Tapura | Tourisme, de l’écologie, de la culture, de l’aménagement du territoire et du transport aérien    |
|          | Yvannah Pomare Tixier                           | Îles du Vent         | 19 avril 1950     | Non     |        | Tapura | Tourisme, de l’écologie, de la culture, de l’aménagement du territoire et du transport aérien    |
|          | Sylvana Puhetini                                | Îles du Vent         | 10 novembre 1962  | Oui     |        | Tapura | Institutions, des affaires internationales et européennes et des relations avec les communes     |
|          | Frédéric Riveta                                 | Îles Australes       | 19 juillet 1954   | Oui     |        | Tapura | Institutions, des affaires internationales et européennes et des relations avec les communes     |
|          | Teva Rohfritsch                                 | Îles du Vent         | 3 février 1975    | Non     |        | NI     | Économie, des finances, du budget et de la fonction publique                                     |
|          | Isabelle Sachet                                 | Îles du Vent         |                   | Oui     |        | Tapura | Santé et du travail                                                                              |
|          | Geffry Salmon                                   | Îles du Vent         | 5 juin 1952       | Non     |        | AHIP   | Économie, des finances, du budget et de la fonction publique                                     |
|          | Nicole Sanquer                                  | Îles du Vent         | 16 juin 1972      | Oui     |        | AHIP   | Tourisme, de l’écologie, de la culture, de l’aménagement du territoire et du transport aérien    |
|          | Philip Schyle                                   | Îles du Vent         | 15 septembre 1962 | Oui     |        | NI     | Santé et du travail                                                                              |
|          | Putai Taae                                      | Îles du Vent         | 13 août 1961      | Oui     |        | Tapura | Ressources marines, des mines et de la recherche                                                 |
|          | Romilda Tahiata                                 | Îles du Vent         | 17 avril 1978     | Non     |        | Tapura | Tourisme, de l’écologie, de la culture, de l’aménagement du territoire et du transport aérien    |
|          | Fernand Tahiata                                 | Îles Australes       | 18 février 1967   | Oui     |        | Tapura | Agriculture, de l’agroalimentaire, de l’élevage et du développement des archipels                |
|          | Louisa Tahuhuterani                             | Îles Australes       | 18 septembre 1977 | Non     |        | Tapura | Agriculture, de l’agroalimentaire, de l’élevage et du développement des archipels                |
|          | Teura Tarahu-Atuahiva                           | Îles Australes       | 22 février 1965   | Oui     |        | NI     | Ressources marines, des mines et de la recherche                                                 |
|          | Wilfred Tavaearii                               | Îles du Vent         | 10 septembre 1961 | Non     |        | Tapura | Logement, des affaires foncières, de l’économie numérique, de la communication et de l’artisanat |
|          | Teapehu Teahe                                   | Îles Tuamotu Ouest   | 9 novembre 1965   | Oui     |        | Tapura | Agriculture, de l’agroalimentaire, de l’élevage et du développement des archipels                |
|          | Joséphine Teakarotu                             | Îles Tuamotu-Gambier | 22 juillet 1969   | Non     |        | Tapura | Équipement, de l’urbanisme, de l’énergie et des transports terrestres et maritimes               |
|          | Étienne Tehaamoana                              | Îles Marquises       | 21 avril 1961     | Oui     |        | AHIP   | Logement, des affaires foncières, de l’économie numérique, de la communication et de l’artisanat |
|          | Tepuaraurii Teriitahi                           | Îles du Vent         | 1er décembre 1977 | Non     |        | Tapura | Tourisme, de l’écologie, de la culture, de l’aménagement du territoire et du transport aérien    |
|          | Sylviane Terooatea                              | Îles Sous-le-Vent    | 13 octobre 1966   | Non     |        | AHIP   | Institutions, des affaires internationales et européennes et des relations avec les communes     |
|          | Lana Tetuanui                                   | Îles Sous-le-Vent    | 23 février 1970   | Oui     |        | Tapura | Institutions, des affaires internationales et européennes et des relations avec les communes     |
|          | Eliane Tevahitua                                | Îles du Vent         | 23 juillet 1958   | Oui     |        | Tavini | Santé, de la solidarité, du travail et de l’emploi                                               |
|          | Félix Tokoragi (en)                             | Îles Tuamotu-Gambier | 27 mars 1984      | Non     |        | AHIP   | Santé, de la solidarité, du travail et de l’emploi                                               |
|          | Gaston Tong Sang                                | Îles Sous-le-Vent    | 7 août 1949       | Oui     |        | Tapura | Institutions, des affaires internationales et européennes et des relations avec les communes     |
|          | John Toromona                                   | Îles du Vent         | 9 avril 1962      | Oui     |        | Tapura | Santé, de la solidarité, du travail et de l’emploi                                               |
|          | Richard Tuheiava                                | Îles du Vent         | 28 février 1974   | Oui     |        | Tavini | Institutions, des affaires internationales et européennes et des relations avec les communes     |
|          | Augustine Tuuhia                                | Îles Sous-le-Vent    | 1er novembre 1952 | Oui     |        | Tapura | Éducation, de l’enseignement supérieur, de la jeunesse et des sports                             |